# Remus Glacier
Remus Glacier är en glaciär i Antarktis. Den ligger i Västantarktis. Argentina, Chile och Storbritannien gör anspråk på området. Remus Glacier ligger 629 meter över havet.
Terrängen runt Remus Glacier är bergig söderut, men norrut är den kuperad. Trakten är obefolkad. Det finns inga samhällen i närheten.